# 언어 전이
언어 전이(言語轉移, language transfer)는 다중 언어 사용자가 한 언어의 특징을 다른 언어에 적용하는 것을 가리킨다. 언어 간섭이라고도 한다.

## 같이 보기
- 번역차용
- 코드스위칭